# SMS Kaiserin
La SMS Kaiserin fu la terza nave da battaglia della classe Kaiser della Kaiserliche Marine. Lo scafo della Kaiserin fu impostato nel novembre 1910 presso i cantieri navali Howaldtswerke di Kiel, varata nell'11 novembre 1911 , entrò in servizio il 14 maggio 1913. La nave era dotata di dieci cannoni da 305 mm (12,0 pollici) in cinque torrette binate, ed poteva sviluppare una velocità massima di 22,1 nodi (40,9 km/h). La Kaiserin fu assegnata al III. Geschwader (IIIª squadra da battaglia), successivamente al VI. Geschwader della Hochseeflotte durante prima guerra mondiale.
Insieme alle altre quattro navi della classe, SMS Kaiser, SMS Friedrich der Grosse, SMS König Albert, e SMS Prinzregent Luitpold, la Kaiserin prese parte alle più importanti azioni della flotta tedesca, compresa la battaglia dello Jutland il 31 maggio – 1º giugno 1916. Partecipò anche all'Operazione Albion nel Mar Baltico nel settembre-ottobre 1917, ed alla seconda battaglia di Helgoland nel novembre del 1917.
Dopo la resa della Germania e la sigla dell'armistizio nel novembre 1918, la Kaiserin fu condotta insieme alla maggior parte della Hochseeflotte presso la base della marina britannica di Scapa Flow. Le navi vennero disarmate e dotate del minimo degli uomini necessari al governo mentre gli Alleati discutevano le clausole del trattato di Versailles. Il 21 giugno 1919, giorni prima della firma del trattato, il comandante della flotta tedesca internata, il contrammiraglio Ludwig von Reuter, ordinò alle sue navi di autoaffondarsi per evitare che cadessero in mani britanniche. La Kaiserin fu recuperata nel maggio del 1936 e demolita per recuperarne i metalli.

## Costruzione e caratteristiche

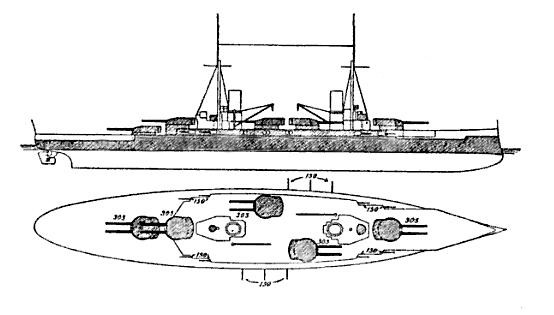
Le aree scure evidenziano le parti protette da corazza.

Ordinata sotto il nome di Ersatz Hagen a sostituzione della obsoleta corazzata costiera SMS Hagen, La Kaiserin fu impostata presso i cantieri di Howaldtswerke a Kiel nel novembre del 1910. L'11 novembre 1911 fu varata a cui seguirono i lavori di allestimento. Alla cerimonia del varo, l'ammiraglio Hans von Koester tenne il discorso inaugurale e la principessa Vittoria Luisa di Prussia battezzò la nave. Un equipaggio di maestranze del cantiere consegnò la nave alla marina imperiale tedesca il 13 maggio 1913; entrò in servizio il giorno seguente. Durante le prove in mare si danneggiarono le turbine di propulsione, e la Kaiserin non raggiunse la flotta fino al 13 dicembre 1913.
La Kaiserin aveva una lunghezza fuori tutto di 172,4 m ed un dislocamento massimo di 27.000 t, l'altezza era di 29 m ed il pescaggio a prua era di 9,1 m e 8,8 m a poppa. La propulsione era fornita da tre gruppi turboriduttori Parsons, su tre assi; erano alimentate da 16 caldaie a carbone. I propulsori gli consentivano una velocità massima di 22,1 nodi. Il carico di carbone ammontava a 3.600 t, che gli permetteva un'autonomia di 7.900 miglia alla velocità di 12 nodi.
L'armamento principale era costituito da dieci cannoni 30,5 cm SK L/50 da 305 mm di calibro posti in cinque torrette. Al contrario delle precedenti navi da battaglia tedesche, la Friedrich der Grosse presentava tre delle cinque torrette sulla mezzeria della nave, abbandonando lo schema esagonale precedente; Le due torrette centrali erano poste en echelon in modo che potessero sparare su entrambe le bordate. L'armamento secondario era costituito da quattordici cannoni 15 cm SK L/45 da 150 mm posti nella casamatta centrale ed quattro cannoni antiaerei 8,8 cm SK L/45. Era dotata anche di cinque tubi lanciasiluri da 500 mm, alloggiati nello scafo.

## Servizio
Dopo l'entrata in linea con il III. Geschwader (3ª squadra da battaglia) nel dicembre 1913, la Kaiserin partecipò alle esercitazioni di flotta. Condusse delle esercitazioni di squadra in febbraio, seguite da manovre a livello di flotta, sempre nel Mare del Nord. In maggio la flotta eseguì ulteriori manovre, sia nel Mar Baltico che nel Mare del Nord. La Kaiserin lasciò la Germania il 7 luglio per la crociera annuale della flotta in Norvegia, ma fu richiamata il 22 luglio a seguito della tensione internazionale causata dall'assassinio dell'arciduca Francesco Ferdinando in Sarajevo. Tornando in Germania, la Kaiserin si diresse a Brunsbüttel il 24 luglio, dove fu la prima nave da battaglia a percorrere il canale Kaiser Wilhelm. Per il transito nel canale la nave venne alleggerita, ed in meno di dodici ore la Kaiserin uscì dalle chiuse a Holtenau presso Kiel dove si ricongiunse alla sua squadra. Il 31 luglio, l'intera squadra tornò nel Mare del Nord attraverso il canale. Alla mezzanotte del 4 agosto, la Gran Bretagna, con la sua Grand Fleet, dichiarò guerra alla Germania.
La Kaiserin fu presente in molte incursioni nel Mare del Nord condotte dalla flotta tedesca, l'Hochseeflotte. La prima si tenne on 2–3 novembre 1914. Non furono incontrate unità britanniche. Una successiva seguì il 15–16 dicembre. Questa incursione fu la prima in cui L'ammiraglio Friedrich von Ingenohl, al comando della Hochseeflotte, adottò una strategia che prevedeva l'uso degli incrociatori da battaglia del contrammiraglio Franz von Hipper, il I.Aufklärungsgruppe (I Gruppo da ricognizione), per bombardare le città costiere britanniche attirando, così, parti della Grand Fleet dove sarebbero state attaccate dall'intera Hochseeflotte. La mattina del 15 dicembre la flotta lasciò il porto per bombardare i porti di Scarborough, Hartlepool e Whitby. La sera del 15 dicembre, una flotta consistente in 12 navi da battaglia—compresa la König Albert e le sue quattro pari classe ed otto pre-dreadnought tedesche si avvicinò fino a 10 miglia da una squadra isolata di sei navi da battaglia britanniche. Tuttavia, i combattimenti nel buio fra i cacciatorpediniere di scorta convinsero von Ingenohl di avere di fronte l'intera Grand Fleet. Per ordine diretto del Kaiser Guglielmo II non si doveva rischiare la flotta senza la sicurezza di un successo, quindi, von Ingenohl preferì disimpegnarsi e si ritirò verso i porti tedeschi.
La Kaiserin fu condotta nel Mar Baltico per esercitazioni di squadra tra il 23 ed il 29 gennaio 1916. Dopo il ritorno nel Mare del Nord, venne portata in bacino di carenaggio a Wilhelmshaven per la manutenzione periodica, che durò dal 31 gennaio al 20 febbraio. In seguito alla perdita della SMS Blücher nella Battaglia di Dogger Bank nel gennaio 1915, il Kaiser rimosse l'ammiraglio von Ingenohl il 2 febbraio. L'ammiraglio Hugo von Pohl lo sostituì al comando della flotta. L'ammiraglio von Pohl continuò la strategia delle incursioni nel Mare del Nord nel tentativo di sorprendere una formazione di navi britanniche isolate, quindi flotta tedesca condusse una serie di incursioni durante tutto il 1915; La Kaiserin era in linea nell'incursione del 17 e 18 maggio, in quella del 29 e 30 maggio, del 10 agosto, dell'11 e 12 settembre, ed in quella del 23 e 24 ottobre. Il III. Geschwader completò l'anno con un'esercitazione di squadra nel Mar Baltico condotta tra il 5 ed il 20 dicembre.
Il comando di Pohl fu di breve durata; nel gennaio 1916 un tumore al fegato lo indebolì a tal punto da non poter assolvere ai propri compiti. Lo stesso mese fu sostituito da viceammiraglio Reinhard Scheer. Scheer propose una condotta più aggressiva per cercare il confronto con la Grand Fleet; ricevette l'approvazione del Kaiser in febbraio. La prima operazione condotta da Scheer fu la sortita del 5–7 marzo, al largo delle coste olandesi, senza esiti. La Kaiserin partecipò anche alla sortita verso le secche di Amrum il 2–3 aprile. Un'altra azione fu condotta il 21–22 aprile, sempre senza risultati.

### Battaglia dello Jutland

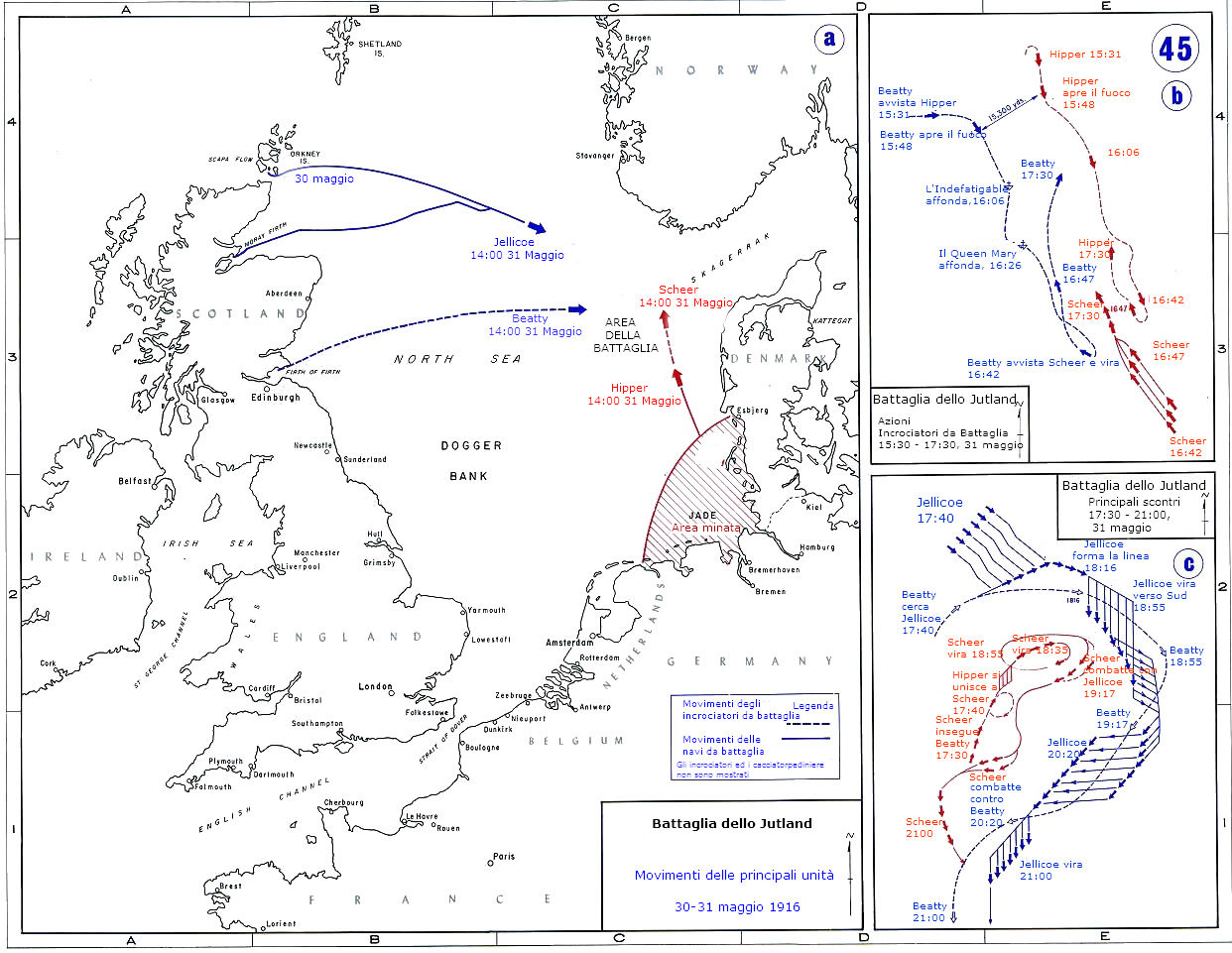
Schema della battaglia dello Jutland

La Kaiserin partecipò alle operazioni della flotta tedesca che portarono alla battaglia dello Jutland del 31 maggio e primo giugno 1916.; il suo comandante, in quel periodo, era il Kapitän zur See (KzS) Karl Sievers. La flotta tedesca ripeteva il tentativo di isolare una parte della Grand Fleet per attaccarla con l'intera sua forza. Durante l'operazione, la Kaiserin era la seconda nave della VI Division del III Geschwader e la sesta nave nella linea da battaglia tedesca, direttamente a poppavia della Kaiser e davanti alla Prinzregent Luitpold. La VI Division era dietro soltanto alla V Division, formata dalle quattro navi della Classe König. Le otto navi della Classe Helgoland- e della Classe Nassau formavano il I Geschwader, che era seguito dal II Geschwader formato dalle sei anziane pre-dreadnought che rimanevano in retroguardia..
Poco prima delle ore 16:00 CET, gli incrociatori da battaglia del I. Aufklärungsgruppe (1º gruppo da ricognizione) incontrarono le navi omologhe del 1st Battlecruiser Squadron (1ª Squadra Incrociatori da Battaglia), al comando di David Beatty. Iniziò un duello di artiglierie che portò alla distruzione, poco dopo le 17:00, dell'Indefatigable, e meno di mezz'ora dopo, del Queen Mary. Alle 16:19, la Kaiserin fu costretta a fermare la turbina dell'asse centrale, poiché il condensatore del vapore aveva iniziato a perdere. L'equipaggio riuscì a risolvere il problema prima che la nave iniziasse la battaglia. A questo punto, gli incrociatori da battaglia tedeschi facevano rotta verso Sud per attirare le navi britanniche verso il grosso della Hochseeflotte. Per le 17:30, la König, la nave da battaglia tedesca in avanguardia, avvistò sia il I. Aufklärungsgruppe sia il 1st Battlecruiser Squadron in avvicinamento. Gli incrociatori da battaglia tedeschi dirigevano a dritta della flotta tedesca mentre le navi britanniche erano sul lato di sinistra. Alle 17:45, Scheer ordinò una virata di due quarte a dritta per avvicinare le sue navi agli incrociatori britannici, e un minuto dopo, alle 17:46, fu dato l'ordine di aprire il fuoco.
Alle 17:40 circa, l'incrociatore leggero britannico HMS Nottingham lanciò un unico siluro contro la Kaiserin da notevole distanza, almeno 15.100 m, che fallì il bersaglio. Dopo che l'ammiraglio Scheer ebbe ordinato alla flotta di aprire il fuoco, la Kaiserin diresse brevemente il tiro contro l'incrociatore da battaglia HMS New Zealand; non riuscendo a centrare la nave e per le 17:54 la New Zealand e gli altri incrociatori da battaglia britannici avevano aumentato la velocità ed erano fuori tiro. Poco dopo, la linea da battaglia tedesca incontrò i cacciatorpediniere britannici HMS Nestor e HMS Nomad che erano stati danneggiati precedentemente ed erano alla deriva. LaKaiserin e le sue tre pari classe distrussero il Nomad con le loro batterie secondarie mentre le navi del I Geschwader eliminarono il Nestor. Attorno alle 19:00, la linea di battaglia tedesca si scontrò con gli incrociatori del 2nd Light Cruiser Squadron; la Kaiserin lanciò tre salve dalle sue batterie principali contro un incrociatore leggero, identificato dai caratteristici quattro fumaioli come britannico, ma senza riscontri.
Poco dopo le 19:00, si sviluppò una accesa battaglia tra le navi della linea tedesca e gli incrociatori britannici. Il fulcro dell'azione era l'incrociatore tedesco SMS Wiesbaden, che era stato immobilizzato dai colpi dall'incrociatore da battaglia HMS Invincible. Il contrammiraglio Paul Behncke sulla König cercò di manovrare con il III. Geschwader per coprire l'incrociatore danneggiato. Contemporaneamente, il 3rd e 4th Light Cruiser Squadron montarono un assalto con i siluri contro la linea tedesca; mentre si avvicinavano per raggiungere la distanza di lancio dei siluri, tempestarono il Wiesbaden con le loro batterie. Le otto navi del III. Geschwader fecero fuoco contro gli incrociatori britannici, che però non interruppero l'attacco. Gli incrociatori corazzati HMS Defence, HMS Warrior e HMS Black Prince si unirono all'attacco contro il Wiesbaden. Tra le 19:14 e le 19:17, molte navi da battaglia ed incrociatori da battaglia si concentrarono sul Defence e sul Warrior. La Kaiserin mise sotto tiro inizialmente una nave da battaglia del 5th Battle Squadron ed ottenne un centro; secondo i registri della Kaiserin, la nave colpita era la HMS Malaya. dopo tre minuti di fuoco contro la Malaya, la Kaiserin spostò il tiro contro la Defence. In rapida successione, la nave tedesca colpì la Defence con molti proietti di grosso calibro. una salva penetrò nella santabarbara delle munizioni, una tremenda esplosione distrusse l'incrociatore. Dopo l'esplosione della Defence, la Kaiserin spostò il tiro contro una nave probabilmente identificata come l'incrociatore da battaglia HMS Tiger. La forte nebbia costrinse la Kaiserin a cessare il fuoco dopo due sole salve.
Per le 20:00, l'ammiraglio Scheer ordinò alla linea da battaglia tedesca un'inversione di 180° verso est per disimpegnarsi dalla flotta britannica. La manovra, condotta sotto un pesante fuoco nemico, provocò disordine nella linea tedesca. La Kaiserin si avvicinò troppo alla Prinzregent Luitpold e fu costretta a virare a sinistra, fuori dalla linea, per evitare la collisione, rimanendo affiancata e fuori dalla linea. La virata invertì l'ordine della linea tedesca; laKaiserin divenne la sesta nave dal fondo della linea tedesca. Per le 23:30, la flotta assunse l'assetto di crociera notturna. la Kaiserin era l'undicesima era l'undicesima nave, al centro della linea di 24 navi.
Dopo una serie di scontri notturni tra le navi da battaglia ed i cacciatorpediniere britannici, la Hochseeflotte forzò gli schieramenti delle forze leggere britanniche e raggiunse il faro di Horns Rev alle 04:00 del primo giugno. Poche ore dopo raggiunse Wilhelmshaven; le navi da battaglia del I.Geschwader rimasero in posizione difensiva sugli accessi esterni e la Kaiserin, la Kaiser, la Prinzregent Luitpold, e la SMS Kronprinz rimasero pronte all'ingresso del porto di Wilhelmshaven. Il resto delle navi da battaglia e degli incrociatori da battaglia entrarono a Wilhelmshaven, dove, per quelle ancora in condizione di combattere, ripristinarono le scorte di munizioni e combustibile. Durante la battaglia, la Kaiserin utilizzò 160 proietti da 30.5 cm e 135 da 15 cm. Uscì dalla battaglia priva di danni e con l'equipaggio illeso.

### Operazioni successive
All'inizio dell'agosto 1916, la Kaiserin e le unità ancora operative del III Squadron condussero un'esercitazione di squadra nel Mar Baltico. Il 18 agosto, l'ammiraglio Scheer organizzò un'altra sortita come quella del 31 maggio; i due incrociatori da battaglia tedeschi, ancora operativi—SMS Moltke e SMS Von der Tann—affiancati da tre navi da battaglia, avrebbero dovuto bombardare la città costiera inglese di Sunderland nel tentativo di attirare i rimanenti incrociatori da battaglia della squadra dell'ammiraglio Beatty. La restante flotta tedesca, tra cui la Kaiserin, avrebbe seguito a distanza in copertura. Nell'avvicinamento alla costa inglese, Scheer deviò verso nord in seguito a rapporti errati da parte di uno zeppelin che indicava unità britanniche nell'area. In seguito a ciò il bombardamento non fu effettuato e alle 14:35 Scheer fu avvisato dell'avvicinarsi della Grand Fleet, e non volendo affrontare di nuovo l'intera flotta britannica appena 11 settimane dopo la battaglia dello Jutland, si ritirò verso i porti tedeschi.
Un'altra sortita in forze seguì il 18–20 ottobre, senza incontrare unità nemiche. Due settimane dopo, il 4 novembre, la Kaiserin prese parte ad una missione verso la costa danese occidentale per assistere due sommergibili —il SMU U-20 ed il SMU U-30—che si erano arenati. Il primo dicembre la Hochseeflotte fu riorganizzata; le quattro navi della Classe König rimasero al III. Geschwader, insieme alla nuova nave da battaglia Bayern, mentre le cinque navi della Classe Kaiser, tra cui laKaiserin, furono trasferite al IV Geschwader. Mentre transitava nel canale Kaiser Wilhelm il 14 marzo 1917, la Kaiserin si arenò. Una delle due alette di rollio rimase danneggiata ed imbarcò 280 t d'acqua. Le riparazioni vennero effettuate presso i cantieri imperiali di Kiel dal 15 fino al 18 marzo. La Kaiserin tornò al Mare del Nord il 30 marzo e fu assegnata al controllo del golfo di Germania fino all'8 giugno. Il 9 giugno tornò nel Mar Baltico per una serie di esercitazioni, che finirono il 2 luglio. Il 3 luglio tornò ai compiti precedenti fino all'11 settembre, quando fu distaccata per partecipare alla Operazione Albion.

### Operazione Albion

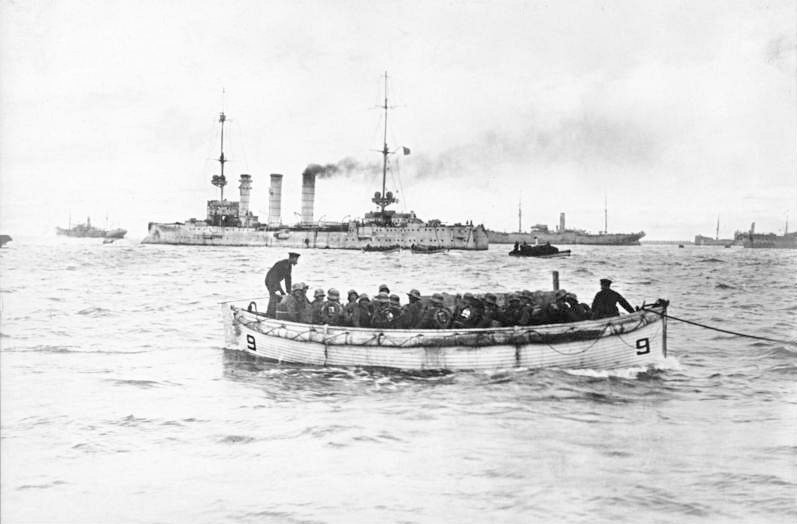
Truppe tedesche sbarcano sull'isola di Ösel

All'inizio del settembre 1917, in seguito alla presa del porto di Riga, la marina tedesca decise di eliminare le rimanenti forze russe che ancora controllavano il Golfo di Riga. L'Admiralstab (l'ammiragliato tedesco) pianificò un'operazione aeronavale di sbarco, per occupare le isole del Baltico di Ösel, e distruggere le batterie antinave poste sulla penisola di Sworbe. Il 18 settembre, lo Admiralstab (lo stato maggiore della marina) emanò l'ordine per un attacco congiunto con l'esercito per la conquista delle isole baltiche di Ösel e di Moon. Le forze navali, costituite in un'unità speciale (Sonderverband), erano condotte dall'ammiraglia, la Moltke, con il III. e IV. Geschwader della Hochseeflotte. Insieme ad esse completavano la flotta nove incrociatori leggeri, tre flottiglie di torpediniere, decine di posamine e dragamine, l'intera task force comprendeva circa 300 navi ed era supportata da 100 aerei e sei dirigibili. Contro le forze tedesche i russi opponevano le vecchie pre-dreadnought Slava e Tsesarevitch, l'incrociatore corazzato Bayan, l'Admiral Makarov, ed il Diana, 26 cacciatorpediniere, e molte torpediniere e cannoniere. La guarnigione sull'isola di Ösel aveva una forza di circa 14.000 uomini.
L'operazione iniziò il 12 ottobre, quando la Moltke e le navi del III. Geschwader iniziarono a bombardare le postazioni russe nella baia di Tagga (Tagalaht) mentre la Kaiserin ed il resto del IV. Geschwader colpivano le batterie sul promontorio di Sworbe dell'isola di Ösel. La Kaiserin, insieme alla Kaiser ed allaPrinzregent Luitpold, avevano il compito di neutralizzare le batterie di Hundsort che avevano messo sotto tiro la Moltke. Le navi aprirono il fuoco alle 05:44, e per le 07:45, le batterie russe avevano cessato il fuoco e le truppe tedesche avevano iniziato a sbarcare. Due giorni dopo, il viceammiraglio Wilhelm Souchon lasciò Tagga Bay con la Kaiserin, la Friedrich der Grosse, e la Prinzregent Luitpold per appoggiare le truppe tedesche sulla penisola di Sworbe. La Kaiserin fu inviata a bombardare le batterie russe situate presso il villaggio di Zerel, ma una fitta nebbia ritardò l'inizio delle operazioni. Le batterie russe aprirono per prime il fuoco, a cui la Kaiserin e la König Albert risposero rapidamente. La Friedrich der Grosse venne in aiuto delle altre due navi e tutte e tre lanciarono, in totale, 120 proietti di calibro maggiore contro le batterie di Zerel nello spazio di un'ora. La quarta salva delle batterie russe cadde a cavallo della Kaiserin, che iniziò a zigzagare per evitare il fuoco nemico. L'intenso bombardamento costrinse alla fuga gli artiglieri russi.
La notte del 15 ottobre, la Kaiserin e la König Albert furono inviate presso Putzig. Il 19, furono raggiunte a Putzig dalla Friedrich der Grosse, che proseguì per Arensburg insieme alla Moltke. Il mattino dopo, il viceammiraglio Schmidt ordinò lo sciogliemento dell'unità navale speciale; in un comunicato per il quartier generale, Schmidt scrisse che "La Kaiserin e la König Albert potevano lasciare immediatamente Putzig per raggiungere il Mare del Nord." Quindi le due navi si diressero a Kiel attraverso Danzica, dove attraversarono il canale Kaiser Wilhelm verso il Mare del Nord.

#### Ultime operazioni
Il 17 novembre la Kaiserin and Kaiser furono assegnate al pattugliamento del golfo di Heligoland, dovevano appoggiare l'azione del II.Aufklärungsgruppe e di un gruppo di dragamine. Ingenti forze britanniche, tra cui cinque incrociatori da battaglia e numerosi incrociatori leggeri, attaccarono il II.Aufklärungsgruppe; le due navi da battaglia avanzarono immediatamente in appoggio. Nella conseguente Battaglia di Helgoland (1917), la Kaiserin colpì l'incrociatore leggero HMS Caledon. L'incrociatore da battaglia HMS Repulse ingaggiò brevemente le navi tedesche, ma entrambe le unità si ritirarono. In seguito a questi eventi, il contrammiraglio Ludwig von Reuter criticò il comandante della Kaiserin, KzS Kurt Grasshoff, per essere stato troppo distante dai dragamine da poter fornire un'adeguata protezione. Fu conseguentemente rimosso dal comando della nave. La Kaiserin andò in cantiere per manutenzione il 22 dicembre, dove rimase fino al 5 febbraio 1918. La nave prese parte alla sortita in forze del 23–24 aprile. L'operazione aveva lo scopo di intercettare un convoglio britannico pesantemente scortato diretto verso la Norvegia il 23–25 aprile; l'intelligence tedesca non riuscì a localizzare il convoglio. Dopo il suo ritorno in porto, riprese i compiti di sorveglianza del golfo di Germania. Il IV. Geschwader sostenne un'altra esercitazione nel Baltico dal 18 giugno al 13 agosto. Un'ultima esercitazione si tenne il 22–28 ottobre.

### Destino finale

Mappa della posizione dei relitti delle navi affondate a Scapa Flow, la Kaiserin è contrassegnata con il numero16; click per ingrandire

La Kaiserin e le sue quattro pari classe avrebbe dovuto partecipare all'ultima azione della Hochseeflotte. Dalla base di Wilhelmshaven, la flotta tedesca, si sarebbe diretta in forze contro le coste inglesi per affrontare la Grand Fleet; Scheer—ora il Großadmiral della flotta—si proponeva di infliggere il massimo dei danni alla flotta britannica, per ottenere migliori condizioni di resa, sacrificando la flotta tedesca. Tuttavia molti dei marinai ritenevano che l'operazione avrebbe impedito le trattative per la pace e prolungato la guerra. La mattina del 29 ottobre 1918, fu dato l'ordine, per il giorno dopo, di salpare da Wilhelmshaven. Dalla notte del 29 ottobre, i marinai sulla SMS Thüringen e su molte altre navi da battaglia, si ammutinarono. La König Albert rimase fino al 10 novembre di guardia al largo, nel golfo. Il fatto mantenne l'equipaggio lontano dagli ammutinati, finché torno in porto, allora anche il suo equipaggio prese parte ai disordini. La rivolta costrinse Hipper e Scheer a cancellare l'operazione. Informato della situazione il Kaiser affermò: Non ho più una marina.
In seguito alla resa della Germania nel novembre 1918, la maggior parte della Hochseeflotte, sotto il comando del contrammiraglio Ludwig von Reuter, fu condotta presso la base navale britannica di Scapa Flow. Prima della partenza della flotta tedesca, l'ammiraglio Adolf von Trotha esplicitò a von Reuter, che, in ogni caso, le navi non potevano essere consegnate agli Alleati. La flotta tedesca si incontrò con l'incrociatore leggero britannico HMS Cardiff, che la portò verso la grande scorta di navi alleate che doveva condurla fino a Scapa Flow. La flotta alleata era composta da circa 370 navi britanniche, statunitensi e francesi. Una volta confinate a Scapa Flow, alle navi furono rimossi gli otturatori dei cannoni per renderli inservibili ed i loro equipaggi furono ridotti a 200 tra ufficiali e marinai.
La flotta rimase prigioniera durante i negoziati che condussero alla firma del trattato di Versailles. Von Reuter riteneva che la Royal Navy si sarebbe impossessata delle navi il 21 giugno, che era la scadenza imposta alla Germania per la firma del trattato. Non essendo a conoscenza della proroga dell'ultimatum fissata al 23, Reuter decise di dare l'ordine di affondare le navi. La mattina del 21 giugno, la flotta britannica lasciò Scapa Flow per condurre delle esercitazioni in mare, e alle 11:20 Reuter trasmise l'ordine alle sue navi. La Kaiserin affondò alle 14:00; fu successivamente recuperata il 14 maggio 1936 e demolita presso i cantieri di Rosyth.

### Riferimenti
1. ↑  Staff, Battleships, p. 6.
2. ↑  Gardiner & Gray, p. 147.
3. 1 2 3  Staff, Battleships, p. 18.
4. ↑  Hildebrand Röhr & Steinmetz, p. 70.
5. 1 2 3 4  Gröner, p. 26.
6. ↑  Staff, Battleships, p. 4.
7. ↑  Staff, Battleships, pp. 14, 18.
8. 1 2 3 4 5 6 7 8  Staff, Battleships, p. 19.
9. ↑  Herwig, p. 144.
10. ↑  Herwig, pp. 149-150.
11. ↑  Tarrant, pp. 31-33.
12. ↑  Tarrant, pp. 43-44.
13. ↑  Herwig, p. 161.
14. ↑  Tarrant, p. 50.
15. ↑  Staff, Battleships, pp. 32, 35.
16. ↑  Scheer, p. 137.
17. ↑  Tarrant, p. 286.
18. ↑  Tarrant, pp. 94-95.
19. ↑  Tarrant, pp. 100-101.
20. ↑  Campbell, p. 36.
21. ↑  Tarrant, p. 110.
22. ↑  Campbell, p. 53.
23. ↑  Campbell, p. 54.
24. ↑  Tarrant, p. 114.
25. ↑  Campbell, p. 101.
26. ↑  Campbell, p. 111.
27. ↑  Tarrant, p. 137.
28. ↑  Tarrant, p. 138.
29. ↑  Tarrant, p. 139.
30. 1 2  Campbell, p. 152.
31. ↑  Campbell, p. 154.
32. ↑  Tarrant, p. 140.
33. ↑  Campbell, p. 153.
34. ↑  Tarrant, p. 169.
35. ↑  Campbell, pp. 200-201.
36. ↑  Tarrant, p. 172.
37. ↑  Campbell, p. 275.
38. ↑  Tarrant, pp. 246-247.
39. ↑  Campbell, p. 320.
40. ↑  Tarrant, p. 263.
41. ↑  Tarrant, p. 292.
42. ↑  Massie, p. 682.
43. ↑  Staff, Battleships, p. 15.
44. ↑  Massie, p. 683.
45. ↑  Staff, Battleships, p. 22.
46. ↑  Halpern, p. 214.
47. ↑  Halpern, p. 213.
48. 1 2  Halpern, p. 215.
49. ↑  Staff, Battle for the Baltic Islands, pp. 20-21.
50. ↑  Staff, Battle for the Baltic Islands, p. 67.
51. ↑  Staff, Battle for the Baltic Islands, pp. 70-72.
52. ↑  Staff, Battle for the Baltic Islands, p. 81.
53. ↑  Staff, Battle for the Baltic Islands, p. 140.
54. ↑  Staff, Battle for the Baltic Islands, p. 145.
55. 1 2 3  Staff, Battleships, p. 20.
56. ↑  Konstam, p. 35.
57. ↑  Hildebrand Röhr & Steinmetz, p. 71.
58. ↑  Staff (Vol. 2), p. 12.
59. ↑  Halpern, pp. 418-419.
60. ↑  Tarrant, pp. 280-281.
61. ↑  Tarrant, pp. 281-282.
62. ↑  Staff, Battleships, p. 21.
63. 1 2  Tarrant, p. 282.
64. ↑  Herwig, p. 252.
65. 1 2  Herwig, p. 256.
66. ↑  Herwig, pp. 254-255.
67. ↑  Herwig, p. 255.